# Оул-Крік (Вайомінг)
Оул-Крік (англ. Owl Creek) — переписна місцевість (CDP) в США, в окрузі Гот-Спрінґс штату Вайомінг. Населення — 4 особи (2020).

## Географія
Оул-Крік розташований за координатами 43°46′55″ пн. ш. 108°34′4″ зх. д. / 43.78194° пн. ш. 108.56778° зх. д. (43.781866, -108.567820).  За даними Бюро перепису населення США в 2010 році переписна місцевість мала площу 16,92 км², уся площа — суходіл.

## Демографія
Згідно з переписом 2010 року, у переписній місцевості мешкало 5 осіб у 1 домогосподарстві у складі 1 родини. Густота населення становила 0 осіб/км².  Було 2 помешкання (0/км²).
Расовий склад населення:
| - 100,0 % — білих |

До двох чи більше рас належало 0,0 %. Частка іспаномовних становила 0,0 % від усіх жителів.
За віковим діапазоном населення розподілялося таким чином: 0,0 % — особи молодші 18 років, 100,0 % — особи у віці 18—64 років, 0,0 % — особи у віці 65 років та старші. Медіана віку мешканця становила 21,5 року. На 100 осіб жіночої статі у переписній місцевості припадало 66,7 чоловіків;  на 100 жінок у віці від 18 років та старших — 66,7 чоловіків також старших 18 років.
Цивільне працевлаштоване населення становило 0 осіб. 